# Schiff Classic
Schiff Classic – Magazin für Schifffahrts- und Marinegeschichte ist eine deutsche Fachzeitschrift zum Thema Marinegeschichte und erscheint achtmal im Jahr im GeraMond Verlag. Das Vorgängermagazin war Schiff & Zeit.

## Konzept
In Schiff Classic schreiben Marinehistoriker und Fachjournalisten zu Themen wie Seemannschaft & Bordleben, Phänomene & Kuriositäten, Faszination Schiff, Maritime Orte und Spurensuche. Breiten Raum nehmen Porträts historischer Marineschiffe und marinehistorisch bedeutsamer Personen sowie Beiträge zu Wrackfunden ein. Das Heftkonzept basiert auf der Darstellung der Schifffahrts- und Marinegeschichte mit Fokus auf das 19. und 20. Jahrhundert.

## Zielgruppe
Laut Verlag sind 99,4 Prozent der Leser Männer, mehr als jeder Zweite hat Abitur oder einen höheren Bildungsabschluss, rund 45 Prozent der Leser sind zwischen 40 und 59 Jahre alt. Die durchschnittliche Lesedauer liege bei ungefähr vier Stunden.